# مؤسسة جالوب الدولية
مؤسسة غالوب الدولية (بالإنجليزية: Gallup International Association)‏، وتعرف اختصارًا بجيا هي مؤسسة استطلاع رأي، تأسست في زيورخ، في سويسرا في مايو 1947. وشغل جورج غالوب منصب أول رئيس للمؤسسة، حتى وفاته عام 1984.
تتنازع كل من منظمة غالوب ومؤسسة غالوب الدولية قانونيًا على استخدام اسم غالوب.
في مايو 2010، اندمجت كل من الشبكة العالمية المستقلة WIN (2007) ومؤسسة غالوب الدولية GIA (1947) في الائتلاف التجاري في مجال الأبحاث وين/جيا.